# These Are the Days
These Are the Days er det andet album fra den danske rockgruppe Saybia. Albummet blev udgivet i 2004.

## Sange
1. "Brilliant Sky"
2. "Bend The Rules"
3. "I Surrender"
4. "Guardian Angel"
5. "We Almost Made It"
6. "Soul United"
7. "Flags"
8. "Haunted House On The Hill"
9. "Stranded"
10. "It's Ok Love"
11. "Untitled" 17 min. long